# Zwervende heidelibel
De zwervende heidelibel (Sympetrum fonscolombii) is een echte libel (Anisoptera) uit de familie van de korenbouten (Libellulidae). Het is een zuidelijke invasiesoort die met zuidwestenwind noordelijk zwerft. In Nederland is ze na 2000 vrij algemeen. In België geldt de soort als zeldzaam. De wetenschappelijke naam van de soort werd in 1840 als Libellula fonscolombii gepubliceerd door Edmond de Sélys Longchamps. De soort is vernoemd naar de Franse entomoloog Étienne de Fonscolombe.

## Kenmerken
De zwervende heidelibel heeft zwarte poten met gele strepen. De onderkant van de ogen is kenmerkend blauwgrijs gekleurd. Meestal is er een vrij grote gele vlek in de basis van de achtervleugels. De pterostigma’s zijn geel met dikke zwarte randaders. Bij uitgekleurde mannetjes is het achterlijf in bovenaanzicht diep rood. In zijaanzicht loopt een onderbroken lijn van zwarte streepjes, maar de onderkant van het achterlijf is niet zwart. De voorste vleugeladers zijn opvallend rood. Op de zijkanten van het borststuk ontstaat een blauwige zweem. Jonge mannetjes en de vrouwtjes hebben aanvankelijk een citroengele grondkleur van het achterlijf, later donkergeel tot strokleurig. Het achterlijf heeft in zijaanzicht meestal twee vrijwel doorlopende zwarte lengtestrepen, waarvan de bovenste duidelijk onderbroken is en daardoor uit losse streepjes bestaat. Bij oude vrouwtjes raakt de onderkant van het achterlijf zilvergrijs bestoven, waardoor de onderste zwarte lengtestreep niet meer opvalt. De meer centraal geplaatste rij van streepjes blijft wel zichtbaar. De voorste vleugeladers zijn geel. De lichaamslengte van volwassen dieren is 33 tot 40 millimeter.
De larve is 15 tot 20 mm lang. 

## Vliegtijd
De vliegtijd is van half mei tot eind oktober, met een piek in het voorjaar en een piek in de nazomer. De precieze timing van de pieken verschilt per jaar en is afhankelijk van de periode waarin de meeste zwervers uit Zuid-Europa in Nederland arriveren. Meestal is dit in de eerste helft van juni. De tweede (kleinere) piek volgt ongeveer drie maanden later en bestaat voor een groot deel uit nakomelingen van de zwervers. Dit is meestal in eind augustus en begin september.

## Gedrag en voortplanting
De larven leven tussen waterplanten en op de bodem, en graven zich regelmatig in de modder in.
Jonge zwervende heidelibellen trekken weg van het voortplantingswater en komen daar in de meeste gevallen waarschijnlijk niet meer terug. Ze gaan op zoek naar nieuwe voortplantingsplaatsen. Geslachtsrijpe mannetjes die bij het water zijn aangekomen gedragen zich actiever en agressiever dan de meeste andere heidelibellen. Hun gedrag lijkt meer op dat van de vuurlibel. Vanaf vaste uitkijkposten langs de oever maken ze snelle patrouillevluchten over het water. Andere mannetjes worden agressief achtervolgd en verjaagd. Vrouwtjes worden gegrepen voor de paring. De eitjes worden in tandempositie al vliegend afgezet. Het vrouwtje doopt daarbij ritmisch haar achterlijfpunt in het water. Mocht de tandem verbroken worden, dan gaat het vrouwtje alleen verder.

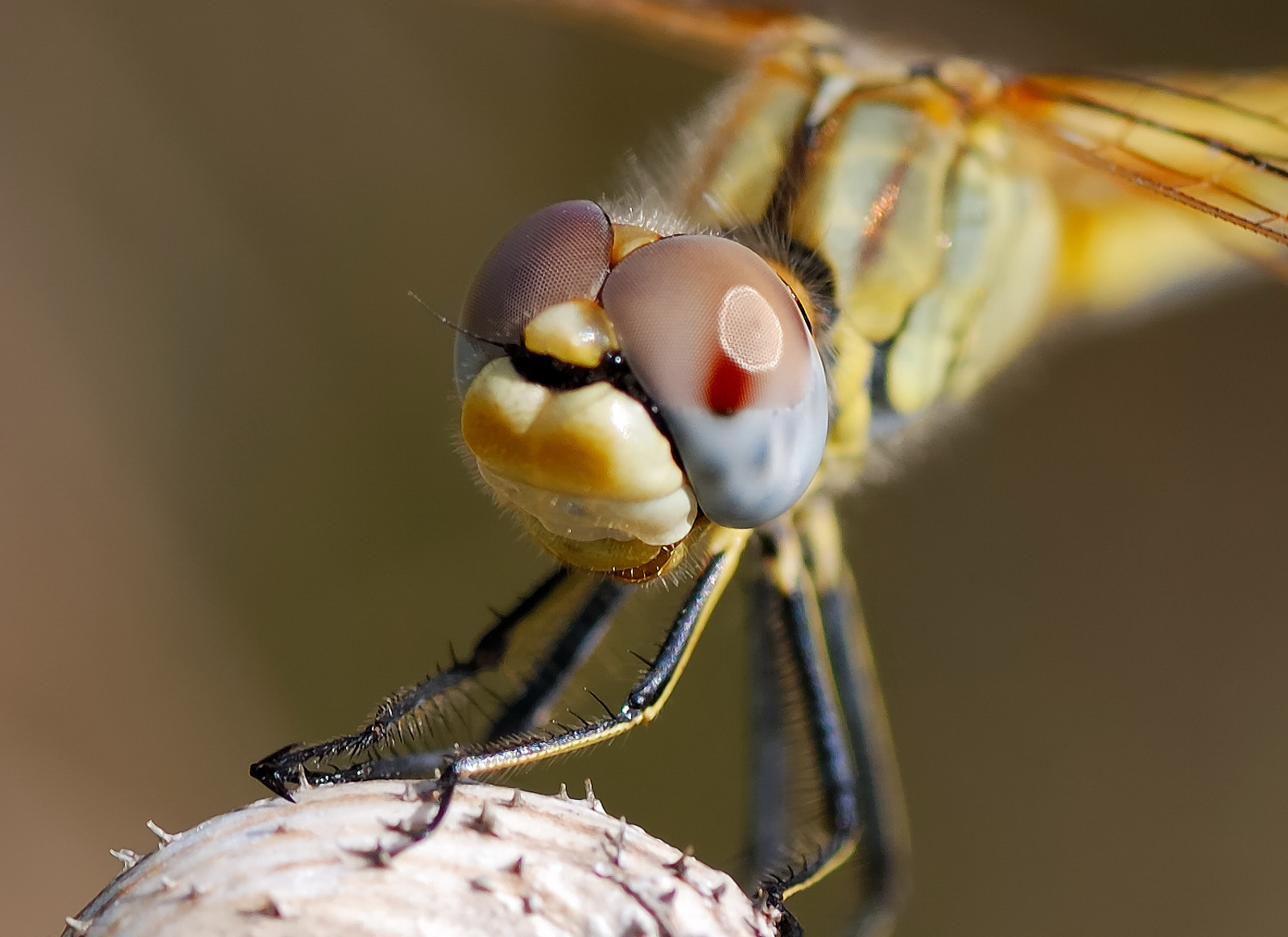
Kop van een vrouwtje

In het voorjaar komen zwervende heidelibellen vanuit Zuid-Europa naar Nederland en vindt hier voortplanting plaats. De meeste larven ontwikkelen zich binnen enkele maanden en sluipen in de zomer van hetzelfde jaar nog uit, vooral in de periode eind augustus-begin september. Sommige larven halen dat niet en zijn genoodzaakt te overwinteren. In het voorjaar zijn daarom kleine aantallen uitsluipende zwervende heidelibellen waarneembaar. De najaarsgeneratie (dus de nakomelingen van de immigranten) planten zich nauwelijks voort in Nederland. Het is onduidelijk of zij sterven zonder zich voort te planten, of dat zij terugvliegen naar Zuid-Europa, zoals ook een deel van de Nederlandse atalanta's en distelvlinders dat doen.

## Habitat
De habitat van de zwervende heidelibel bestaat uit stilstaand water met een pionierkarakter: ondiepe zandige plassen met weinig vegetatie. Vaak zijn dit pas gegraven plassen of plassen die in de zomerperiode uitdrogen. Soms ook in meer permanente plassen met meer vegetatie.

## Verspreiding en voorkomen
De soort is wijdverbreid in Europa, Azië en Afrika. In Zuid-Europa is het een zeer algemene soort, die zijn areaal de laatste jaren flink naar het noorden heeft uitgebreid. De noordgrens van het areaal loopt nu door Ierland, Schotland, Noord-Duitsland, Polen, Wit-Rusland en Oekraïne. In het noordelijk deel van zijn verspreidingsgebied wisselen de aantallen van jaar tot jaar sterk, afhankelijk van het voorkomen van invasies. In Nederland is het inmiddels een vrij algemene soort die verspreid voorkomt, maar de meeste waarnemingen komen van de binnenlandse zandgronden en de duinen. In Groningen en Friesland is de soort nog schaars.

## Verwante en gelijkende soorten
De zwervende heidelibel kan verward worden met andere heidelibellen, vooral de geelvlekheidelibel (Sympetrum foveolatum) en bij mannetjes de vuurlibel (Crocothemis erythraea). De geelvlekheidelibel heeft ook een oranje vlek in de achtervleugels en een vergelijkbare achterlijfsvorm. De vleugelvlekken zijn bij deze soort echter meestal groter. Geelvlekheidelibellen missen de blauwgrijze onderkant van de ogen en de uitgebreid rood of geel gekleurde aders aan de voorkant van de vleugels. Uitgekleurde mannetjes geelvlekheidelibel hebben een achterlijf dat meer donkeroranje dan dieprood is gekleurd en ze missen de blauwige zweem op de zijkanten van het borststuk. Vrouwtjes geelvlekheidelibel hebben een vergelijkbaar patroon van strepen op de zijkant van het achterlijf, maar de bovenste streep is vrijwel niet onderbroken. De larven van de zwervende heidelibel zijn door het ontbreken van de rugdoorns te onderscheiden van vrijwel alle andere heidelibellen, met uitzondering van de vuurlibel die ook geen rugdoorns heeft.

## Bedreigingen en bescherming
De soort staat op de Rode Lijst van de IUCN als niet bedreigd, beoordelingsjaar 2010, de trend van de populatie is volgens de IUCN stijgend..